# Strigolniki

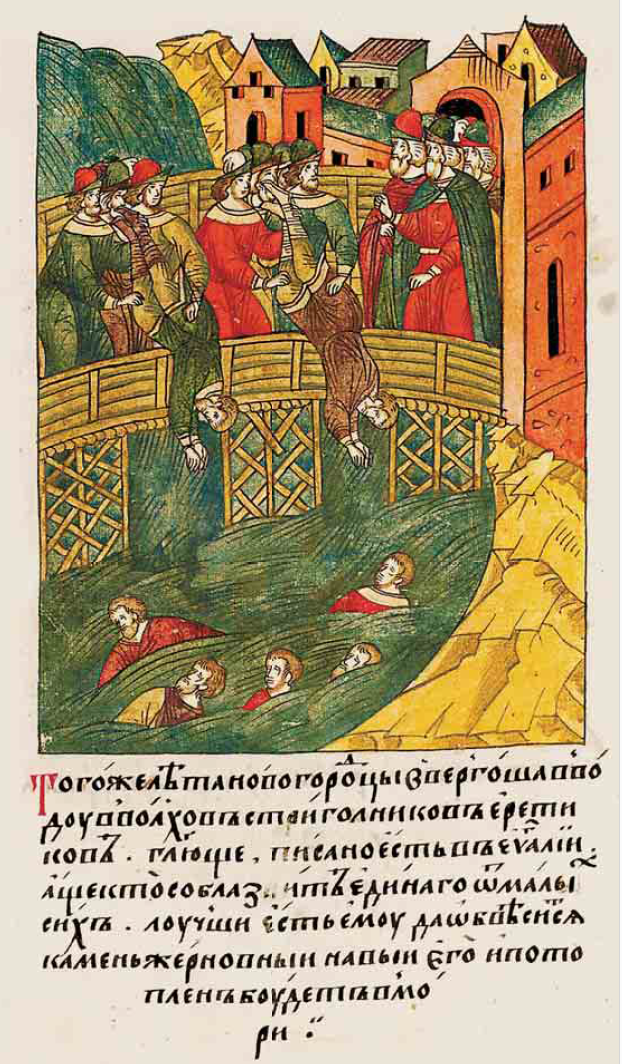
Exécution de strigolniki à Novgorod en 1375 (Chronique illustrée d'Ivan le Terrible - XVIe siècle)

Les strigolniki (au singulier : strigolnik) (langue russe : стриго́льники) sont les représentants d'un mouvement religieux du XIVe siècle qui est apparu à Pskov et s'est étendu par la suite à Novgorod, puis en Russie. C'est un des plus importants mouvements dans la Rus' avec l'hérésie des Judaïsants, à l'époque du Moyen Âge. Il est considéré comme schisme au sein de l'église russe par les historiens orthodoxes. Les strigolniki rejetaient la hiérarchie de l'Église et étaient opposés à la vente des charges ecclésiastiques et au comportement corrompu et dépravé des prêtres. Ces strigolniki se rassemblaient sous la direction d'un enseignant pour former leur propre communauté. Les historiens sont largement divisés sur l'origine de cette secte et sur ses croyances.

## Terminologie
Pour certains la racine du terme russe étant strig - qui signifie couper, séparer, la dénomination proviendrait du monde des artisans qui coupaient des tissus ou les cheveux et les barbes. Pour d'autres le terme renvoie à une coupe de cheveu particulière lors d'une cérémonie initiatique. Ou encore à une interdiction de se couper la barbe.

## Histoire
Le mouvement apparaît sous le règne d'Ivan Ier Kalita, prince de Moscou (1325-1341), en réaction contre la corruption des prêtres accusés d'ivrognerie et d'ignorance. La vente des charges et des sacrements étaient les pratiques qui étaient rejetées par des fidèles soucieux de purifier l'Église plutôt que d'en créer une nouvelle.
Le mouvement se répand dans toute la Russie. À partir de 1352 les archevêques les considèrent comme des hérétiques et les persécutent. Leur chef, le diacre Karp, est condamné à mort. Seul le Patriarche de Constantinople avait le droit de déclarer hérétique. C'est ce que fit celui-ci en 1382, mais sans que cela soit suivi d'effets concrets. C'est alors à Étienne de Perm que s'adresse l'archevêque Alexis (1359-1388). Ce dernier examine la demande et constate que les hérétiques attaquent la validité des sacrements dispensés par le clergé. Il leur rappelle que les sacrements avaient été donnés aux apôtres par le Christ puis des apôtres aux évêques et aux prêtres. Étienne de Perm condamne l'hérésie. C'était la première fois qu'une hérésie était condamnée dans la Rus', que des hérétiques étaient incarcérés dans des monastères ou exilés loin de Novgorod. Ceci eut pour effet de diffuser l'hérésie.
Elle subsista jusqu'au premier tiers du XVe siècle. Après 1429 on n'en trouve plus mention ni dans les annales ni dans les archives de l'église. Joseph de Volok en parle dans son livre Illuminations à la fin du XVe siècle :
« L'hérésie n' a pu être détruite que lorsque les posadniki (maires) sur le conseil des princes, des prélats pieux et des chrétiens éminents emprisonnèrent tous les strigolniki dans des cachots jusqu'à leur mort. Ce n'est qu'ainsi que cette hérésie a été éradiquée »